# Сборная СССР по классической борьбе
Сборная СССР по классической борьбе — национальная сборная Советского Союза, представлявшая страну на международных соревнованиях по классической(греко-римской) борьбе.

## История
Сборная СССР по классической борьбе была одной из самых успешных команд в мире. В 1947 году сборная СССР впервые приняла участие в чемпионате Европы по борьбе в Праге. В 1952 году сборная дебютировала на  Олимпийских играх в Хельсинки и сразу заявила о себе как о сильном сопернике. В 1953 году сборная СССР впервые участвовала в чемпионате мира по борьбе в Неаполе.
Сборная достигла пика своего успеха в середине 1970-х, так на чемпионате мира 1975 в Гётеборге было завоевано 8 золотых и 1 серебряная медаль, а на Олимпийских играх 1976 года в Монреале 7 золотых 2 серебряные и 1 бронзовую медаль.

## Главные тренеры
- Вахтанг Кухианидзе (1952—1953)
- Вячеслав Кожарский (1956—1965)
- Анатолий Колесов (1966—1969)
- Василий Громыко (1970—1972)
- Владимир Белов (1973—1974)
- Виктор Игуменов (1974—1976)
- Шамиль Хисамутдинов (1977—1979)
- Геннадий Сапунов (1979—1990)

## Выдающиеся спортсмены
- Николай Белов — первый советский чемпион Европы, бронзовый призер Олимпийских игр.
- Борис Гуревич — олимпийский чемпион, двукратный чемпион мира. Первый советский олимпийский чемпион и первый советский чемпион мира.
- Аугуст Энглас — единственный советский борец ставший чемпионом мира по классической и вольной борьбе.
- Гиви Картозия — олимпийский чемпион, трехкратный чемпион мира. Первым из советских борцов стал 2-х а затем и 3-х кратным чемпионом мира.
- Роман Руруа — олимпийский чемпион, четырехкратный чемпион мира. Первый советский 4-х кратный чемпион мира.
- Виктор Игуменов — первый советский 5-х кратный чемпион мира.
- Валерий Резанцев — двукратный олимпийский чемпион, пятикратный чемпион мира. Первый советский 2-х кратный олимпийский чемпион, самый титулованный спортсмен сборной СССР по классической борьбе.

## Выступления на международных соревнованиях

### Олимпийские игры
| Олимпийские игры | Олимпийские игры | Олимпийские игры                                                         | Олимпийские игры                      |
| год              | Золото | Серебро                                                                  | Бронза                                |
| ---------------- | --- | ------------------------------------------------------------------------ | ------------------------------------- |
| 1952             | - Борис Гуревич - Яков Пункин - Шазам Сафин - Йоханнес Коткас                                                                            | - Шалва Чихладзе                                                         | - Артём Терян - Николай Белов         |
| 1956             | - Николай Соловьёв - Константин Вырупаев - Гиви Картозия - Валентин Николаев - Анатолий Парфёнов                                         | - Владимир Манеев                                                        | - Роман Дзнеладзе                     |
| 1960             | - Олег Караваев - Автандил Коридзе - Иван Богдан                                                                                         |                                                                          | - Константин Вырупаев - Гиви Картозия |
| 1964             | - Анатолий Колесов | - Владлен Тростянский - Роман Руруа - Анатолий Рощин                     | - Давид Гванцеладзе                   |
| 1968             | - Роман Руруа | - Владимир Бакулин - Валентин Оленик - Николай Яковенко - Анатолий Рощин | - Иван Кочергин                       |
| 1972             | - Рустем Казаков - Шамиль Хисамутдинов - Валерий Резанцев - Анатолий Рощин                                                               | - Анатолий Назаренко - Николай Яковенко                                  |                                       |
| 1976             | - Алексей Шумаков - Виталий Константинов - Сурен Налбандян - Анатолий Быков - Валерий Резанцев - Николай Балбошин - Александр Колчинский | - Нельсон Давидян - Владимир Чебоксаров                                  | - Фаргат Мустафин                     |
| 1980             | - Жаксылык Ушкемпиров - Вахтанг Благидзе - Шамиль Сериков - Геннадий Корбан - Александр Колчинский                                       | - Анатолий Быков - Игорь Каныгин                                         | - Борис Крамаренко                    |
| 1988             | - Камандар Маджидов - Левон Джулфалакян - Михаил Мамиашвили - Александр Карелин                                                          | - Даулет Турлыханов                                                      | - Владимир Попов                      |